# Nafa khum
Nafa khum (en bengalí: নাফাখুম) es una cascada en el país asiático de Bangladés, específicamente en el río Sangu. Es una de las cascadas más grandes del país por el volumen de agua que cae. El salvaje río sangu de repente cae aquí unos 25-30 pies.
Las cataratas se encuentran en una zona remota que esta a tres horas a pie de Remakri, en el Upazila de Thanchi, distrito de Bandarban. Remakri se encuentra a tres horas en bote por el río Sangu desde Tindu, que a su vez esta a tres horas en barco desde Thanchi. Nafa-Khum no es muy popular como destino turístico.